# Eremocharis ferreyrae
Eremocharis ferreyrae är en flockblommig växtart som beskrevs av Mildred Esther Mathias och Lincoln Constance. Eremocharis ferreyrae ingår i släktet Eremocharis och familjen flockblommiga växter. Inga underarter finns listade i Catalogue of Life.